# The International Quorum of Motion Picture Producers
Das International Quorum of Motion Picture Producers (IQMPP) ist ein globales Netzwerk von Film- und TV-Produzenten. Die nur für ausgesuchte Mitglieder auf Empfehlung zugängliche internationale Organisation von Firmeneigentümern wurde 1966 mit der Vision gegründet, eine Plattform für Medienproduzenten zum Austausch von Wissen, Ressourcen und zur internationalen Zusammenarbeit zu schaffen.

## Organisation
Das International Quorum of Motion Picture Producers (IQ) umfasste per Ende Dezember 2013 mehr als 86 Mitglieder in 45 Ländern auf allen 6 Kontinenten. Zu den Mitgliedern zählen unter anderem Minds Eye Pictures in Kanada, Omnicron Productions in Neuseeland, Condor Films in der Schweiz und Gung-Ho Films in China. Präsident ist Vern Oakley. Der Sitz der Geschäftsstelle ist Zürich.

## Mitgliedschaft
Die Mitgliedschaft erfolgt nur auf Einladung durch die bestehenden Mitglieder.

## Festivaltätigkeit
Die Mitglieder des International Quorum of Motion Picture Producers (IQ) vergeben jedes Jahr am U.S. International Film & Video Festival den 'Best of Festival' (Grand Prix). 

IQ-Mitglied Robert James war 2008 Mitglied der Jury am Cannes Lions International Advertising Festival.